# Friedrich Karl von Fürstenwärther

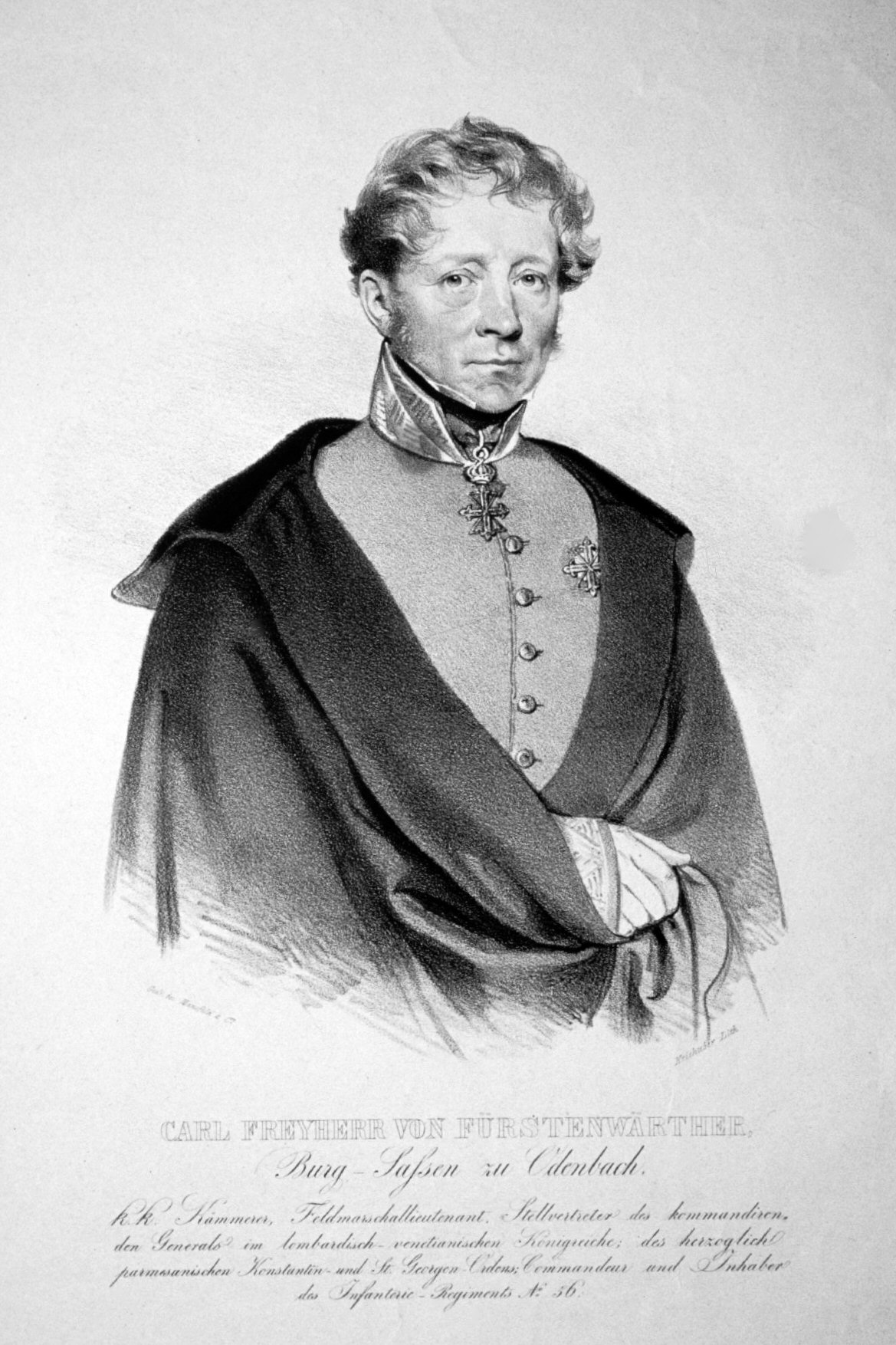
Friedrich Karl Freiherr von Fürstenwaerther, Lithographie von Josef Kriehuber, um 1830

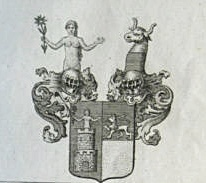
Wappen des Familienzweiges Fürstenwärther-Kellenbach. Das Fürstenwärther-Stammwappen ist das linke, mit Turm und Jungfrau

Friedrich Karl Ludwig Freiherr von Fürstenwärther (* 17. Juli 1769 in Meisenheim, Herzogtum Pfalz-Zweibrücken; † 4. Juni 1856 in Baden bei Wien, Österreich) war ein aus dem pfalz-bayerischen Herrscherhaus Wittelsbach abstammender Freiherr und österreichischer Feldmarschallleutnant.

## Herkunft
Herzog Friedrich Ludwig von Pfalz-Zweibrücken-Landsberg (1619–1681), Regent des Herzogtums Pfalz-Zweibrücken, heiratete nach dem Tode seiner ersten Gattin Juliane Magdalena von Pfalz-Zweibrücken (1621–1672), die bürgerliche Gemahlin Maria Elisabeth Hepp (1635–1722). Da es sich hierbei um eine standesmäßig nicht ebenbürtige Ehefrau handelte, sollten die Kinder aus dieser Verbindung nicht dynastisch erbberechtigt sein und erhielten Rang und Namen als Freiherrn von Fürstenwärther, Burgsassen zu Odenbach. 

## Biografie
Friedrich Karl von Fürstenwärther war der Urenkel des regierenden Herzogs  Friedrich Ludwig und seiner bürgerlichen Ehefrau Maria Elisabeth Hepp. Er wurde in Meisenheim geboren, als Sohn des Freiherrn Ernst Ferdinand Ludwig von Fürstenwärther (1737–1821) und dessen aus Monsheim stammender Gattin Elisabeth Charlotte von La Roche-Starkenfels (1734–1800), Schwester des hessen-kasselschen Regierungspräsidenten Friedrich Georg Philipp Freiherr von La Roche-Starkenfels (1729–1802). Im Geburtsort Meisenheim besaß die Familie den noch existenten Fürstenwärther Hof als Adelssitz, die ihnen ebenfalls gehörende Burg Odenbach war ruinös und diente nur als Namenstitel.
Mit acht Jahren kam der Junge an die Karlsschule in Stuttgart, die er 1783 verließ. Im folgenden Jahr erhielt er von Fürst Ludwig von Nassau-Saarbrücken eine Leutnantstelle in dessen, nach ihm benannten, französischen Fremdenregiment. 1785 avancierte er zum Leutnant in des Fürsten berittener Garde und trat dann in die Garde des Fürsten  Karl Christian von  Nassau-Weilburg ein. 
1789 wechselte Friedrich Karl von Fürstenwärther als Offizier in die Österreichische Armee, wo er bereits 1790 Oberleutnant und 1792 Hauptmann sowie Adjutant des Generals Joseph Johann von Ferraris wurde. In dieser Stellung zeichnete er sich im  Ersten Koalitionskrieg, besonders in der Schlacht von Famars (26. Juli 1793) und bei der Belagerung und Einnahme von Valenciennes aus. In Italien focht Fürstenwärther als Kommandeur einer Truppeneinheit am Monte Baldo (13. Januar 1797) und am nächsten Tag bei Rivoli, wo er eine Verwundung erlitt. Nach seiner Genesung ernannte ihn Generalfeldzeugmeister Ludwig von Terzi (1730–1800) zu seinem Adjutanten und er erhielt 1799 die Beförderung zum Major. 
Freiherr von Fürstenwärther  kam im November 1800 ins Hauptquartier des Armee-General-Kommandos zu Vicenza, wo er sich als Generalstabsoffizier bewährte. Im Mai 1806 wurde er Oberstleutnant im 8. Infanterie-Regiment „Erzherzog Ludwig“. Während des Feldzugs von 1809 befehligte er, wegen Erkrankung des Kommandeurs, das Regiment in der Schlacht bei Aspern (21. und 22. Mai). Hier wurden dem Offizier zwei Pferde unterm Leibe erschossen und beim dritten Sturme auf Essling erlitt er eine gefährliche Verwundung in Brust und Lunge, weshalb man ihn aus dem Gefecht tragen musste. Noch auf dem Schlachtfeld beförderte man ihn zum Oberst. 1812 stand Freiherr von Fürstenwärther mit seinem Regiment in Polen, später in Böhmen, machte 1813 die Schlacht um Dresden, sowie die Schlacht bei Kulm mit und avancierte danach zum Generalmajor (2. September 1813).  Nach seinem Einsatz in der Völkerschlacht bei Leipzig marschierte Fürstenwärther mit seiner Brigade durch die Schweiz nach Frankreich, wo er am 4. Januar 1814 eintraf. Am 11. März  1814 war er an der Verteidigung von Mâcon beteiligt und hatte an dem siegreichen Erfolg des Tages wesentlichen Anteil. Nach dem Ersten Pariser Frieden versetzte man  Friedrich Karl von Fürstenwärther nach St. Pölten, im Sommerfeldzug von 1815 als Militärgouverneur nach Lyon, später nach Italien. 
1825 wurde er Inhaber des k.u.k. Infanterie Regiments Nr. 56, am 27. November 1827 beförderte man ihn zum Feldmarschallleutnant und Divisionskommandeur, zuerst in Mailand, dann in Verona. 1836 wurde Fürstenwärther Festungskommandant in Mantua. 1839 nahm man ihn ehrenhalber in die Arcièren-Leibgarde auf, wo er 1840 Gardeoberleutnant und 1841 Gardekapitän wurde; 1847 ernannte man ihn zum Geheimrat. Freiherr von Fürstenwärther bekleidete auch die Würde eines kaiserlichen Kammerherren, blieb bis zu seinem Tod im aktiven Militärdienst und starb 1856, mit 87 Jahren.
Nach Friedrich Karl von Fürstenwärther ist der ihm gewidmete Fürstenwärther-Defilier-Marsch seines Infanterie-Regiments Nr. 56 benannt, den dessen Kapellmeister Joseph Hikl (1825–1910) komponierte.

## Auszeichnungen
Freiherr von Fürstenwärther war Großkreuzinhaber des päpstlichen Gregoriusordens, sowie
Komtur des Konstantinordens von Parma.

## Familienverhältnisse
Friedrich Karl von Fürstenwärther heiratete 1799 Antonie Tapp von Tappenburg (1774–1817) und sie hatten neun Kinder, davon fünf Jungen, die österreichische Offiziere oder Beamte wurden. Die einzige Tochter, die das Erwachsenenalter erreichte, Karoline Maria Theresia von Fürstenwärther, ehelichte 1834 den späteren Generalmajor bzw. Feldmarschall-Leutnant Paul von Haen (1785–1874), ebenfalls Träger des Konstantinordens. Die gesamte Familie bekannte sich zur katholischen Religion.
Der Zwillingsbruder Leopold von Fürstenwärther (1769–1839) diente als bayerischer Offizier in München und war Ritter des Verdienstordens der Bayerischen Krone. Beide Brüder hätten sich selbst in fortgeschrittenem Alter noch so ähnlich gesehen, dass man sie kaum auseinanderhalten konnte.